# Família real norueguesa

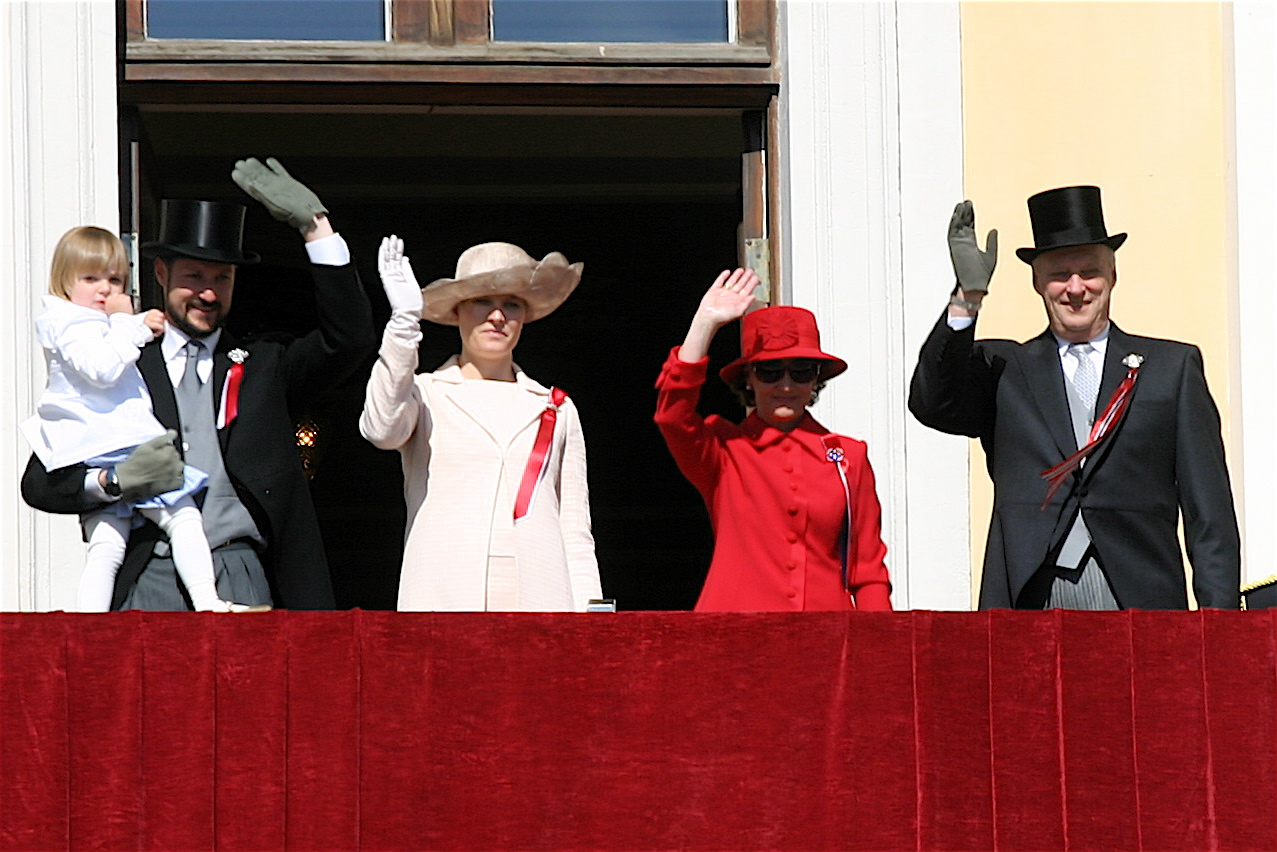
Família real norueguesa em 2007

A família real norueguesa é a família do rei Haroldo V da Noruega. Na Noruega há uma distinção entre a "Casa Real" e "família real". A primeira inclui apenas o rei, a rainha, os herdeiros directos ao trono e os seus cônjuges. Os membros da Casa Real possuem o título de 'Majestade' ou 'Alteza Real' e os seus aniversários são celebrados com o hastear oficial da bandeira. Os restantes príncipes da Noruega possuem o título de 'Alteza'. 

## História da monarquia
Haroldo I era o filho de um dos governadores regionais da Noruega, descendente da família real Ingling da Suécia. Ele derrotou os outros governadores para unir o país e tornou-se seu primeiro rei. O reino da Noruega, estabelecido por ao menos três linhagens genealógicas de monarcas, cada uma alegando ser descendente de Haroldo I cabelo belo, foi o único reino da Escandinávia medieval que foi oficialmente hereditário, e não eletivo.
Depois da morte de Haakon V da Noruega, a coroa passou para seu neto, Magno IV da Suécia. Em 1397, a Dinamarca, a Noruega e a Suécia formaram a União de Kalmar, sob Margarida I da Dinamarca, que era casada com Haquino VI da Noruega e Suécia. Ela, de modo não oficial, governou os três países até sua morte.
A Suécia cortou suas relações com a União de Kalmar em 1523. Em 1496, o rei norueguês prometeu, como hipoteca para uma dívida de dote, os arquipélagos de Órcades e Shetland à coroa da Escócia. Em 1814, a Dinamarca (com a exceção da Islândia, da Groelândia e das Ilhas Feroé) cedeu a Noruega à Suécia. Em 1905, a Noruega tornou-se finalmente independente. Seu novo governo então ofereceu a coroa ao príncipe Carlos, segundo filho de Frederico VIII da Dinamarca. Depois de ser aprovado em uma votação popular, Carlos adoptou o nome de Haakon VII da Noruega.
A Noruega é uma monarquia constitucional.

## Lista de membros

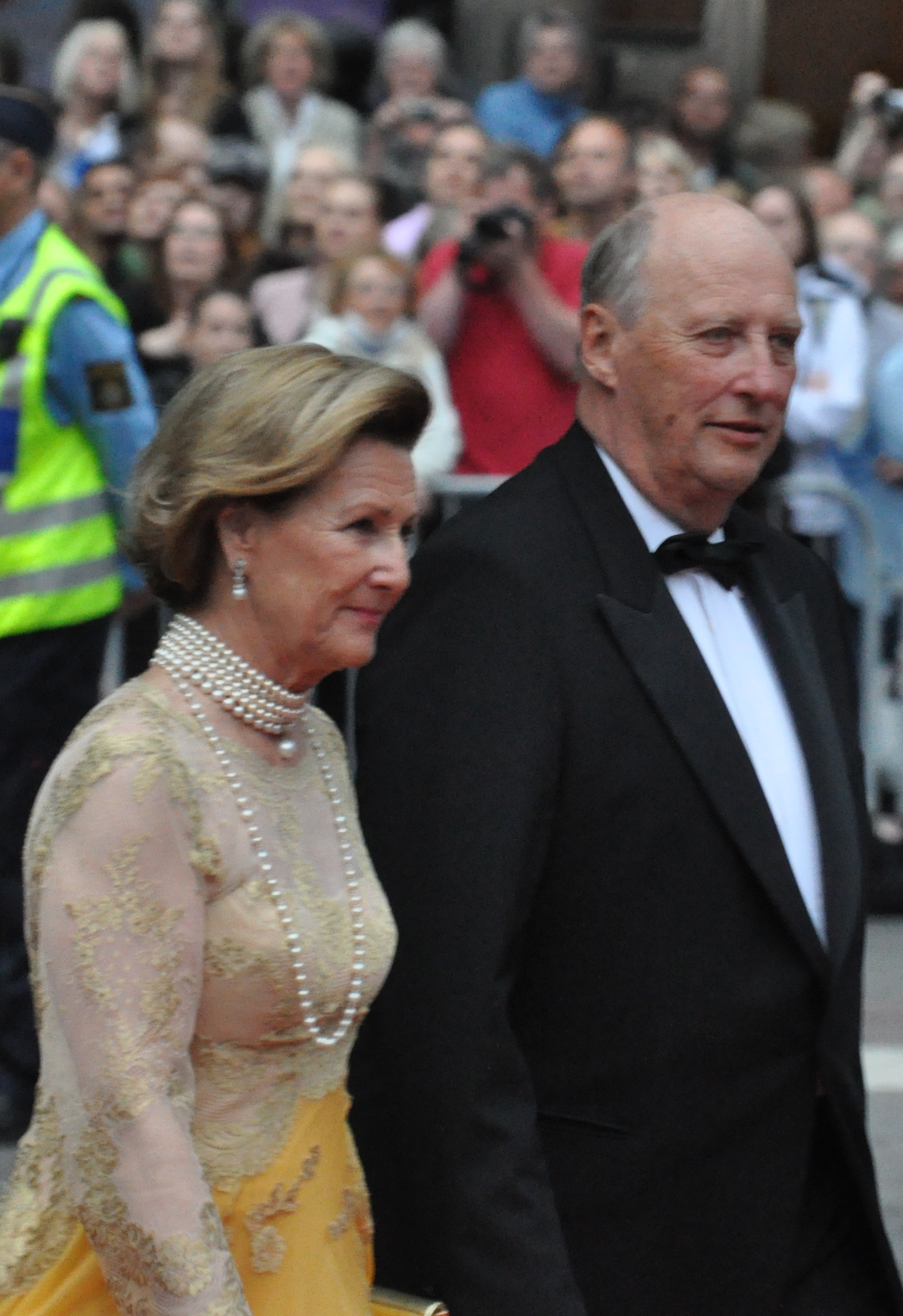
Os actuais reis da Noruega: o rei Haroldo V e a rainha Sónia.

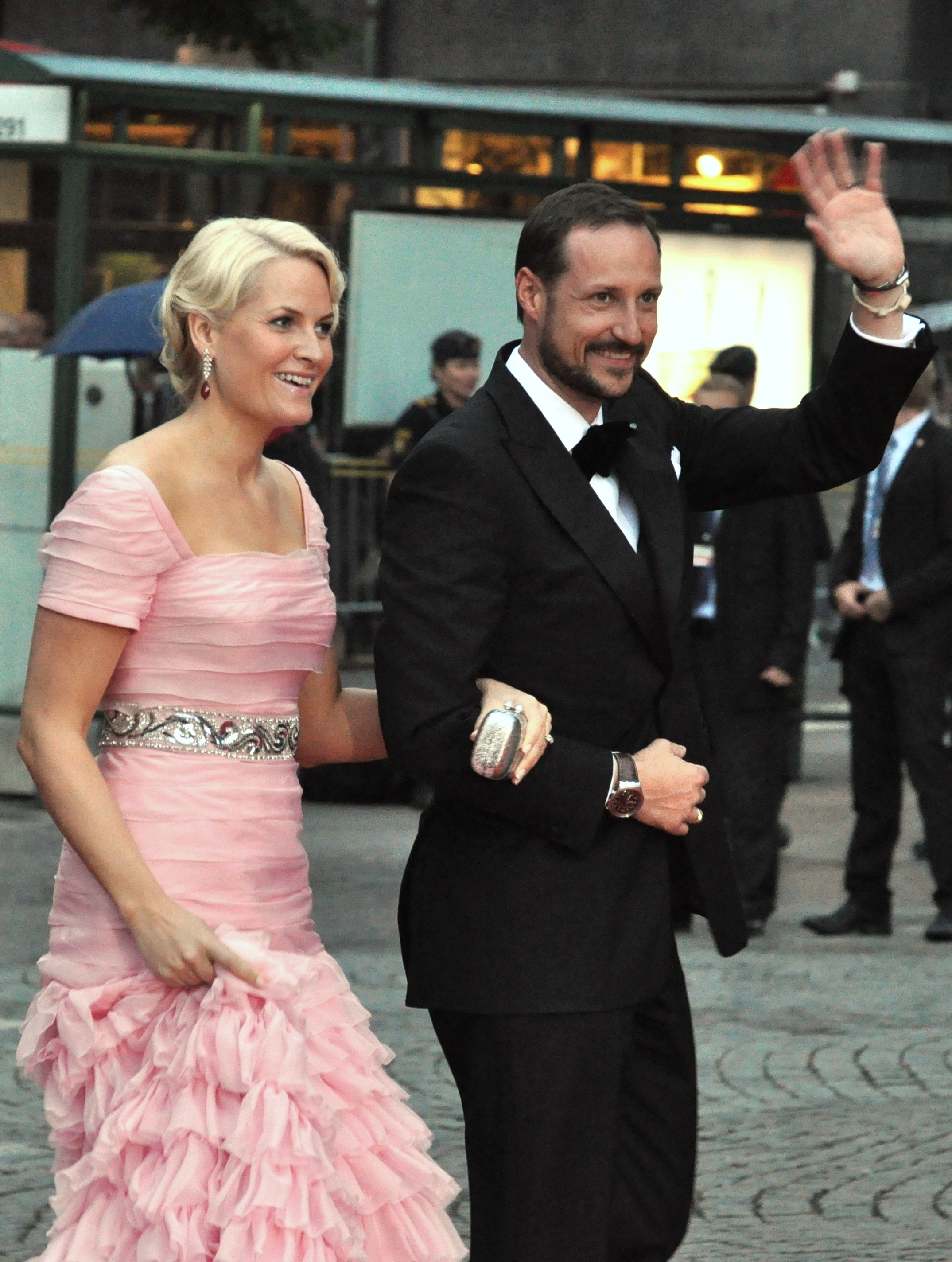
Os príncipes herdeiros Haquino Magno e Mette-Marit da Noruega.

### Membros
- SM o rei Haroldo V
SM a rainha Sônia (esposa de Haroldo V)
  - SAR o príncipe herdeiro Haakon Magno
SAR a princesa herdeira Mette-Marit
    - SAR a princesa Ingrid Alexandra
    - SA o príncipe Sverre Magno

  - SA a princesa Marta Luísa, Sra. Verret
Durek Verret
- SA a princesa Astrid, Sra. Ferner (irmã de Haroldo V)

### Membros colaterais
- Filhos da princesa Marta Luísa, filha de Haroldo V:
  - Maud Behn
  - Leia Behn
  - Ema Talullah Behn

Filhos da princesa Ragenhilda, falecida irmã de Haroldo V:
- Haakon Lorentzen
Martha Lorentzen
  - Olavo Lorentzen
  - Cristiano Lorentzen
  - Sofia Lorentzen
- Ingeborg Ribeiro
Paulo César Ribeiro Filho
  - Vitória Falcão
Felipe Falcão
    - Frederico Falcão
    - Alice Falcão
- Ragenhilda Long
Aaron Mateus Long
  - Alexandra Long
  - Isabel Long

Filhos da princesa Astrid, irmã de Haroldo V:
- Alexandre Ferner
Margarida Ferner
  - Eduardo Ferner
  - Estela Ferner
- Carlos-Cristiano Ferner
Ana-Stina Ferner
  - Fay Ferner
  - Fam Ferner
- Catarina Johansen
Arildo Johansen
  - Sebastião Johansen
Ida Belinda Johansen
    - Nicolina Johansen
    - Fernando Johansen

  - Madalena Aleksander
Ole Aleksander
- Benedita Stange
Mons Ainar Stange
- Isabel Beckmann
Tom Folke Beckmann
  - Benjamin Beckmann

## Família real desde a independência em 1905
- SM o rei Haakon VII (1872-1957)
  - SM o rei Olavo V (1903-1991)
    - SA a princesa Ragenhilda, Sra. Lorentzen (1930-2012)
    - SA a princesa Astrid, Sra. Ferner (1932-)
    - SM o rei Haroldo V (1937-)
      - SA a princesa Marta Luísa (1971-)
      - SAR o príncipe herdeiro Haakon Magno (1973-)
        - SAR a princesa Ingrid Alexandra (2004-)
        - SA o príncipe Sverre Magno (2005-)

## Membros falecidos recentemente
- SA a princesa Ragenhilda, Sra. Lorentzen (irmã do rei, morta em 2012)
- Johan Martin Ferner (cunhado do rei, morto em 2015)
- Ari Behn (ex-genro do rei, morto em 2019)
- Erling Lorentzen (cunhado do rei, morto em 2021)

## Linha de sucessão
Até 1990, a lei sálica vigorava na Noruega, impedindo o acesso ao trono das mulheres e dos seus sucessores. Contudo, naquele ano, a lei de sucessão foi modificada para um sistema de igual primogenitura, garantindo direitos sucessórios independentemente do gênero. Essa mudança apenas afeta aqueles que nasceram em 1990 ou depois. Para mulheres nascidas entre 1971 e 1990, elas teriam direitos de sucessão, mas apenas depois dos seus irmãos do sexo masculino. Mulheres nascidas antes de 1971 e os seus descendentes continuariam excluídas da linha de sucessão ao trono.    
Na prática, a lei de sucessão anterior torna a princesa Ingrid Alexandra (nascida em 2004) herdeira directa ao trono, seguida do seu irmão mais novo, o príncipe Sverre Magno. Já a princesa Marta Luísa (nascida em 1971), apesar de ser dois anos mais velha do que o príncipe herdeiro, ocupa a posição imediatamente a seguir à do seu irmão e dos filhos deste. A princesas Ranghild e Astrid (nascidas antes de 1971) e os seus descendentes não possuem quaisquer direitos sucessórios.
1. SAR o príncipe herdeiro Haakon Magno
2. SAR a princesa  Ingrid Alexandra
3. SA o príncipe Sverre Magno
4. SA a princesa Marta Luísa
5. Maud Behn
6. Leia Behn
7. Ema Behn